# Hashim Thaçi
Hashim Thaçi (Broćna kraj Srbice, 24. travnja 1968.), kosovski filozof i političar. Obnašao je dužnost predsjednika Republike Kosovo od 7. travnja 2016. do 5. studenoga 2020. godine.
Kod Međunarodnog kaznenog suda za ratne zločine počinjene na području bivše Jugoslavije, podignuta je protiv njega 2020. godine optužnica kojom ga se tereti da je suodgovoran za ubojstva većeg broja civila tijekom Rata na Kosovu te zbog toga podnosi neopozivu ostavku na predsjedničku dužnost 2020. godine.

## Životopis
Hashim Thaçi je studirao filozofiju i povijest na prištinskom sveučilištu, a poslijediplomske studije je završio na ciriškom sveučilištu, na odsjeku za povijest jugoistočne Europe i međunarodne odnose. Tijekom studentskih godina Thaçi je bio jedan od lidera Neovisne unije studenata i prvi studentski predsjednik paralelnog sveučilišta u Prištini.
Thaçi je 1993. godine u Švicarskoj pristupio političkoj emigraciji kosovskih Albanaca. Osnivač je marksističko-lenjinističke organizacije Narodni pokret Kosova za koju se vjeruje da je osnovala Oslobodilačku vojsku Kosova. Od 1993. kao pripadnik unutrašnjeg kruga OVK, Thaçi je bio zadužen za osiguravanje financijskih sredstava, nabavu oružja i organizaciju obuke. Godina 1992. – 1993. bio je obučavan.

### Sukobi na Kosovu
Thaçi je također poznat i kao zapovjednik Operativne zone OVK u Mališevu i član Dreničke grupe OVK, koju je 1993. godine osnovao Adem Jashari. 
U srpnju 1997. godine Thaçi je osuđen u odsustvu, od strane okružnog suda u Prištini na 10 godina zatvora zbog terorizma. U veljači 1998. godine izdana je potjernica za njim.
Hashim Thaçi je kao predstavnik OVK bio član pregovaračkog tima kosovskih Albanaca tijekom pregovora. Na pregovorima je postignut sporazum da se formira prijelazna kosovska vlada sastavljena od predstavnika Rugovine Demokratske lige Kosova, Ujedinjene demokratske lige naklonjene OVK i OVK. Predsjednik ove vlade trebao je biti Hashim. Sporazum je također predviđao referendum koji nikada nije održan. Međutim, sporazum je propao, a NATO je 24. ožujka 1999. godine započeo sa zračnim napadima na ciljeve na teritoriju SR Jugoslavije. Poslije 78 dana bombardiranja, u lipnju 1999. godine NATO-ve snage su ušle na Kosovo i Metohiju.

### Poslije sukoba
Neposredno nakon ulaska NATO-vih snaga, Hashim Thaçi se predložio za premijera Kosova. 
Na parlamentarnim izborima na Kosovu održanim 17. studenog 2007., Thaçijeva Demokratska stranka Kosova je odnijela pobjedu. DSK je formirala vladu s Demokratskim savezom Kosova predsjednika Kosova Fatmira Sejdiua, koja je stupila na dužnost 9. siječnja 2008.
Od 2016. obnaša dužnost predsjednika Republike Kosovo.
U studenom 2020. godine je kod MKSJ stupila na snagu optužnica protiv Hashima Thaçija, kojom ga se tereti da je suodgovoran za ubojstva preko 100 civila raznih etničkih pripadnosti. Povodom stupanja na snagu optužnice, Hashim Thaçi je podnio ostavku na dužnost predsjednika Kosova.